# 163 (število)
163 (stó tríinšéstdeset) je naravno število, za katerega velja 163 = 162 + 1 = 164 - 1.
Število 163 je zelo pomembno v teoriji števil saj je d = 163 največje število, tako da v številskem sistemu
{\displaystyle a+b{\sqrt {-d}}}
velja izrek o enoličnem razcepu. Glej tudi Heegnerjevo število
Število 163 je tudi diskriminanta kvadratne enačbe
{\displaystyle x^{2}+x+41=0}, ki pa je povezana z enačbo {\displaystyle f(n)=x^{2}+x+41=0} (odkril jo je Euler). Če vstavimo v to enačbo za n vsa zaporedna števila od 0 do 39, je rezultat vsakič praštevilo. Doslej niso našli nobene kvadratične enačbe, ki bi dala vsaj približno toliko praštevil.
Število 163 nastopa še v eni vlogi, na 12 decimalk točno velja
{\displaystyle e^{\pi {\sqrt {163}}}=262\ 537\ 412\ 640\ 768\ 744,000\ 000\ 000\ 00.}
Malo bolj točen račun (npr. s programom DERIVE) pokaže, da je točnejša vrednost
262 537 412 640 768 743,999 999 999 999 250.
Iracionalne konstante, katerih vrednost je skoraj celo število, se sicer imenujejo Ramanudžanove konstante. To ime je skoval Plouffe in izvira iz prvoaprilske šale, ki si jo je privoščil Gardner (aprila 1975) z bralci Scientific Americana. V svoji rubriki je Gardner zatrdil, da je omenjeno število celo število, ter, da je to Ramanudžanova predpostavka iz leta 1914. Gardner je kasneje razkril svojo potegavščino nekaj mesecev kasneje.
163 je šesto praštevilo, ki ni Higgsovo praštevilo za eksponent 3.
163 je osmo praštevilo, ki ni Čenovo praštevilo.
Gaussovo praštevilo brez imaginarnega ali realnega dela oblike {\displaystyle 4n+3}.
163 je nepalindromno število v dvojiškem, trojiškem, ... 161-številskem sistemu.